# Möllegården (naturreservat)
Möllegården är ett naturreservat i Kristianstads kommun och Simrishamns kommun i Skåne län.
Området är naturskyddat sedan 2014 och är 50 hektar stort. Reservatet ligger kring Julebodaån och består av sumpskog och ädellövskog i ett  sandmarkslandskap.